# 普莱德清洗

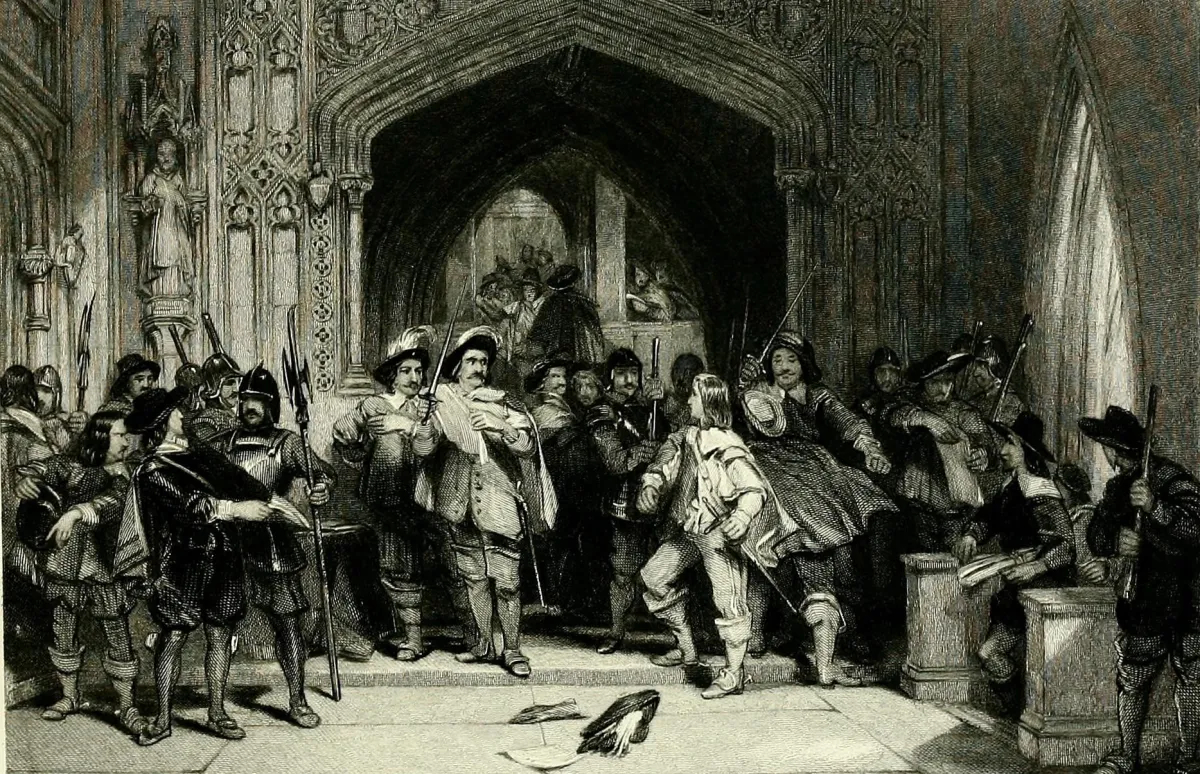
普莱德清洗

普莱德清洗1648年12月6日英国内战期间发生的事件，事件中在新模范军军官托马斯·普莱德的带领下一些士兵阻止英格兰议会中对新模范军持敌对态度的议员进入议会下议院，在总共489名下议员中，仅有71人被允许进入议会，另有45人被捕，83人在被迫表态支持对查理一世进行审判后得以返回议会。普莱德清洗被认为是英国历史上唯一一次军事政变。清洗后所形成的议会为被称为残缺议会。